# Andigena cucullata
Andigena cucullata е вид птица от семейство Туканови (Ramphastidae).

## Разпространение
Видът е разпространен в Боливия и Перу.